# Goden (Đakovica)
Pour les articles homonymes, voir Goden.
Pour l’article homonyme, voir Goden (Vitina).
Goden en albanais et Goden en serbe latin (en serbe cyrillique : Годен) est une localité du Kosovo située dans la commune/municipalité de Gjakovë/Đakovica, district de Gjakovë/Đakovica (Kosovo) ou de Pejë/Peć (Serbie). Selon le recensement kosovar de 2011, elle compte 72 habitants, tous albanais.

## Démographie

### Évolution historique de la population dans la localité
| 1948 | 1953 | 1961 | 1971 | 1981 | 1991 | 2011 |
| ---- | ---- | ---- | ---- | ---- | ---- | ---- |
| 152  | 150  | 180  | 188  | 202  | 274  | 72   |

|  |